# Chiesa dei Santi Giovanni e Paolo Apostoli
La chiesa dei Santi Giovanni e Paolo Apostoli o semplicemente chiesa dei Santi Giovanni e Paolo (in tedesco Kirche St. Johannes und Paulus) è la parrocchiale a Talle (Tall), frazione di Scena (Schenna) in Alto Adige. Appartiene al decanato di Merano-Passiria della diocesi di Bolzano-Bressanone e risale al XVIII secolo.

## Descrizione
La chiesa è un monumento sottoposto a provvedimento di vincolo col numero 17205 nella provincia autonoma di Bolzano.